# Friedland (Niederlausitz)
Friedland (niedersorbisch Bryland) ist eine amtsfreie Stadt im Landkreis Oder-Spree in Brandenburg (Deutschland).

## Geografie

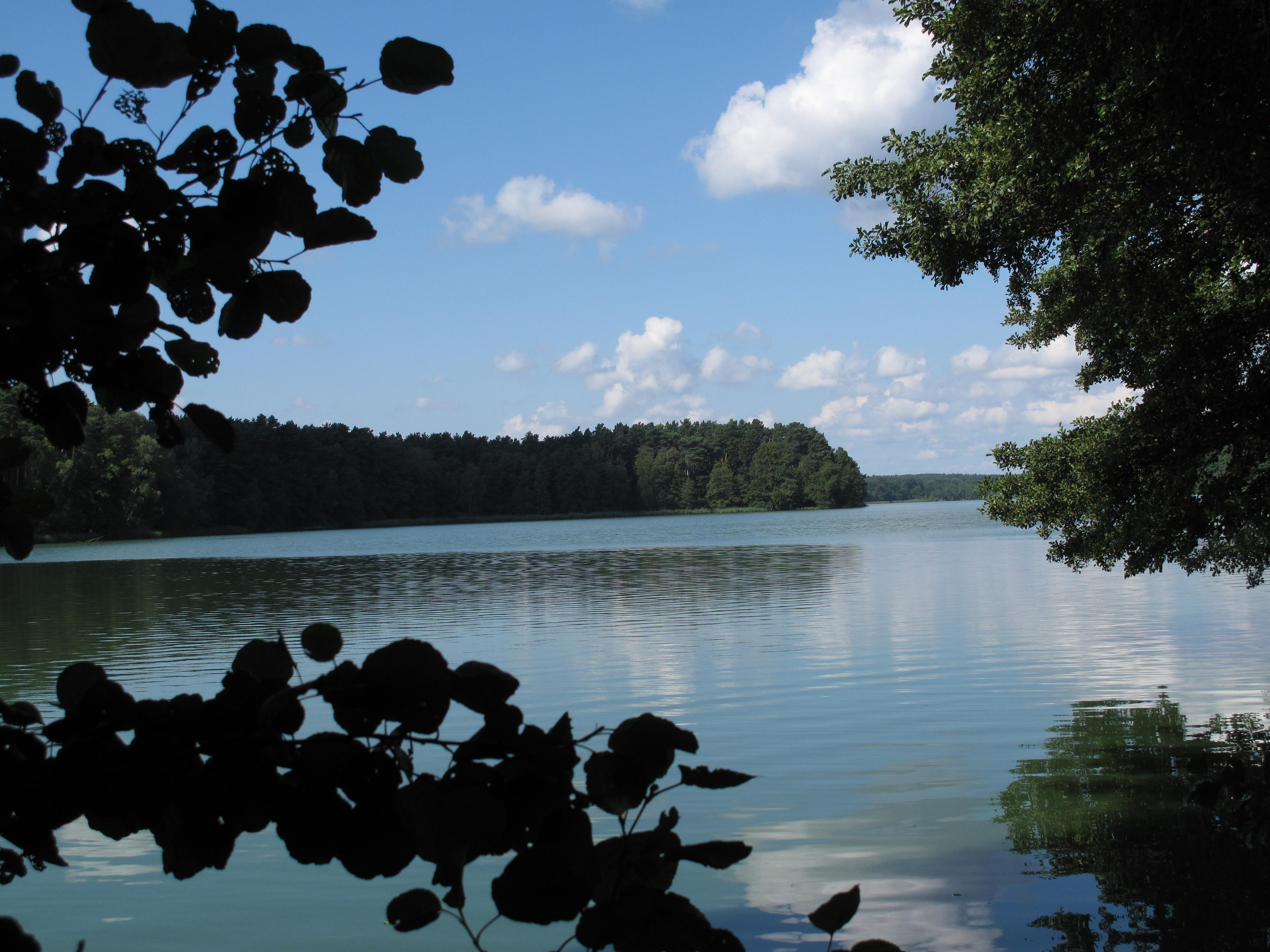
Blick auf den Oelsener See

Das Gebiet der Stadt Friedland grenzt im Norden an die Stadt Beeskow, im Osten an das Amt Schlaubetal, im Süden an das Amt Lieberose/Oberspreewald und im Westen an die Gemeinde Tauche.
Vor etwa 20.000 Jahren prägten die Schmelzwasserströme der Weichsel-Eiszeit eine einzigartige Landschaftsstruktur um Friedland. Ein abwechslungsreicher Saum von Kiefern-, Buchen- und Traubeneichenwäldern, durchzogen von Erlenbrüchen, tiefen Schluchten mit zahlreichen Waldseen und Feuchtwiesen entlang des Oelse und Schlaube Fließes zeichnet die Flure Friedlands aus. Seit Dezember 1995 gehören weite Teile des Gemeindegebiets zum Naturpark Schlaubetal.

## Stadtgliederung
Die Stadt Friedland gliedert sich laut ihrer Hauptsatzung in 16 Ortsteile:
- Chossewitz (Kósojce) mit den Wohnplätzen Forsthaus Jankemühle und Klingemühle
- Friedland (Bryland) mit den Wohnplätzen Lehmannsthal und Wuggelmühle
- Groß Briesen (Brjazyna) mit den Wohnplätzen Klein-Briesen (Brjazynka), Oelsen (Wólšyna) und Oelsener Mühle (Wólšyński młyn)
- Groß Muckrow (Mokrow)
- Günthersdorf (Guntarojce)
- Karras (Karas) mit Wohnplatz Postbrücke
- Klein Muckrow
- Kummerow (Komorow)
- Leißnitz (Lěsnica) mit den Wohnplätzen Glowe (Głowje), Kuhnshof und Sarkow (Žarkow)
- Lindow (Lindow)
- Niewisch (Njewěš) mit den Wohnplätzen Möllen (Mólin) und Voigtsmühle
- Pieskow (Pěski)
- Reudnitz (Rudnica) mit dem Wohnplatz Krollshof
- Schadow (Škódow)
- Weichensdorf (Wichmanojce) mit Wohnplatz Planheide
- Zeust (Zajězd) mit Wohnplatz Friedrichshof[3]

Im eigentlichen Stadtgebiet leben rund 750 Einwohner. Damit war Friedland vor der Eingliederung von 15 kleineren Gemeinden eine der kleinsten Städte Brandenburgs und ist derzeit die kleinste amtsfreie Kommune im Land. Das heutige Stadtgebiet ist identisch mit dem von 1992 bis 2003 existierenden Amt Friedland (Niederlausitz).

## Geschichte

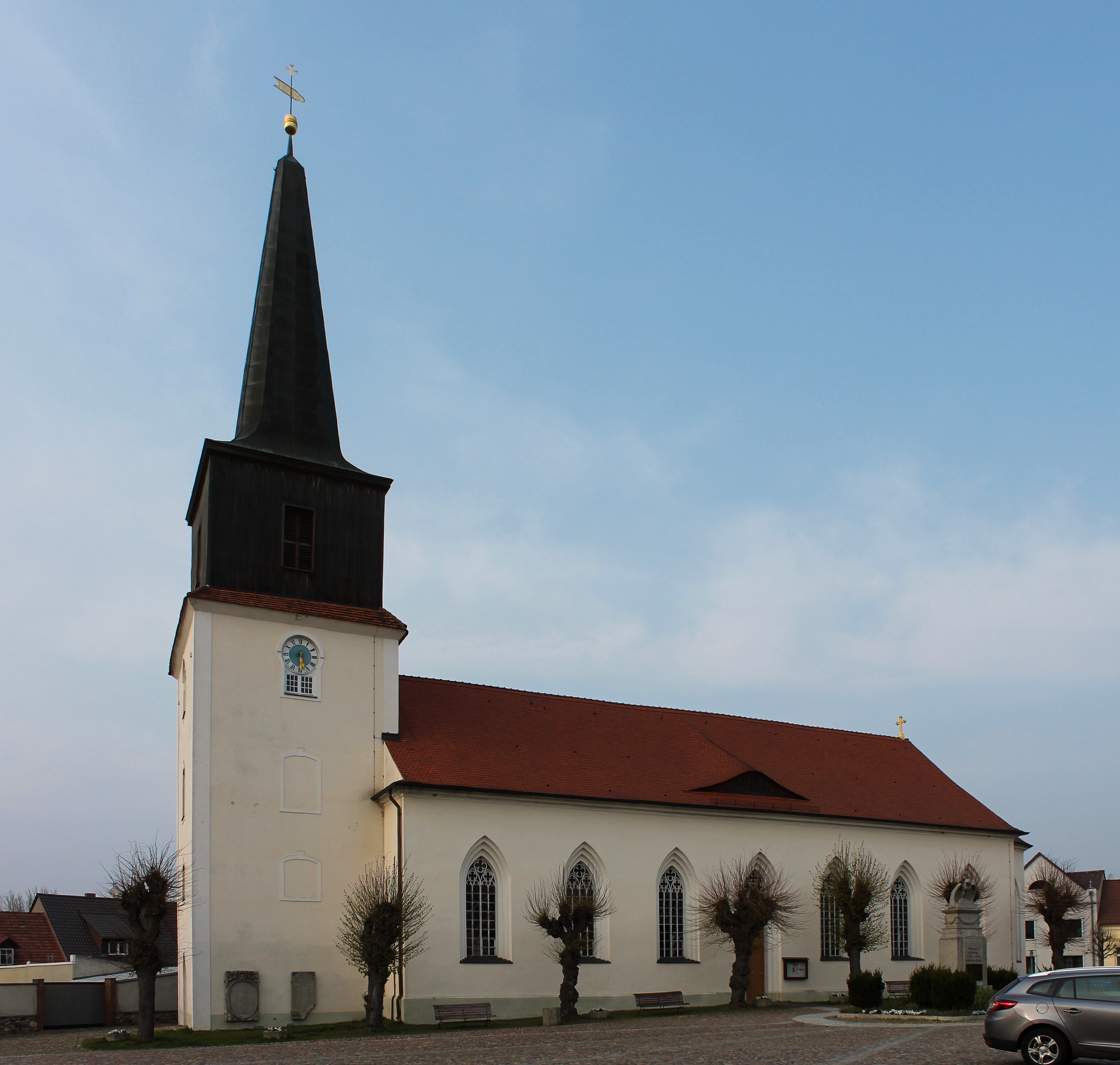
Kirche in Friedland

Die ursprüngliche Stadt Friedland wurde 1301 erstmals urkundlich erwähnt. Das Ackerbürgerstädtchen entstand am Schnittpunkt der Straßen von Lieberose, Beeskow und Neuzelle im Schutze einer Burg, die den Übergang über das Dammmühlenfließ deckte. Sie wurde vermutlich von Markgraf Heinrich dem Erlauchten von Meißen angelegt. Der Marktplatz mit der Kirche liegt zwischen den beiden von Nordwest nach Südost verlaufenden Hauptstraßen. Die ehemalige Burg befindet sich nordwestlich des ursprünglichen Stadtkerns. Friedland gehörte zur Niederlausitz und teilte somit deren politische Geschichte.
1307 war die Stadt im Besitz des Timo von Strehla (Strele) und war das Zentrum der kleinen Adelsherrschaft Friedland mit der Burg und der Stadt Friedland, den Gemeinden Leißnitz mit Kuhnshof, dem Leißnitzsee, Dammendorf (einschließlich des Forstreviers Heidereiterei), Klein Briesen, Chossewitz (mit der Janckemühle), Grunow, Günthersdorf, Karras, Lindow, Mixdorf, Groß Muckrow, Klein Muckrow, Klingemühle, Zeust, Oelsen und Reudnitz, den Vorwerken Friedland, Reudnitz, Weichensdorf und Mixdorf und die Hackschäferei bei Friedland.
1373 kam die Niederlausitz an Böhmen und blieb unter böhmischer Oberhoheit bis 1815. Im 15. Jahrhundert wechselten die Besitzer von Stadt und Herrschaft Friedland rasch. 1415 war sie im Besitz von Otto von Kittlitz. 1428 war sie auf Ritter Hans von Lossow übergegangen, der in diesem Jahr die Große Heide und das Dorf Briesen an das Kartäuserkloster in Frankfurt (Oder) verkaufte. Er ist bis 1449 als Besitzer der Herrschaft Friedland nachgewiesen. 1468 erscheint dann Henning Quast als neuer Besitzer der Herrschaft, und bereits 1472 wurden zwei Brüder Beynewitz mit der Herrschaft Friedland belehnt. Im Jahr 1477 war Nickel Bennewitz vermutlich einziger Besitzer der Herrschaft. Er ist noch 1484 als Besitzer von Friedland bezeugt. Wahrscheinlich ging noch 1484 die Herrschaft Friedland auf Nicolaus von Köckritz (Wehlener Linie), Besitzer der Herrschaft Lieberose und der Herrschaft Schenkendorf über. 1518 wurde die Herrschaft Friedland durch den Vormund der drei noch unmündigen Kinder von Köckritz an den Johanniterorden bzw. den Johanniterordensmeister Georg von Schlabrendorf verpfändet. 1533 wurde die Herrschaft Friedland schließlich an die Johanniter verkauft, die Herrschaft Friedland wurde ein Johanniterordensamt. 1540 trat Friedland zum Protestantismus über. 1542 waren in Friedland 22 Bürger und 20 Kossäten ansässig. 1611 gab es einen großen Stadtbrand. 1623 brannte wiederum ein Großteil der Stadt nieder, auch die Burg brannte bis auf die Grundmauern aus. Im Frieden zu Prag wurde der sächsische Kurfürst in Personalunion mit den Markgraftümern Ober- und Niederlausitz belehnt. Die böhmische Oberlehensherrschaft behielt formal ihre Gültigkeit bis zum Friedensvertrag zwischen Preußen und Sachsen am 18. Mai 1815. 1641 grassierte die Pest in Friedland. 1643 bis 1650 besetzen schwedische Truppen das Amt Friedland. 1665 zählte die Stadt 23 Großbürger und 50 Kleinbürger. 1687 zerstörte erneut ein Stadtbrand fast die gesamte Stadt. 1709 wurden 24 jüdische Familien in die Stadt aufgenommen 1721 zerstörte ein Stadtbrand wiederum etwa die Hälfte der Stadt.

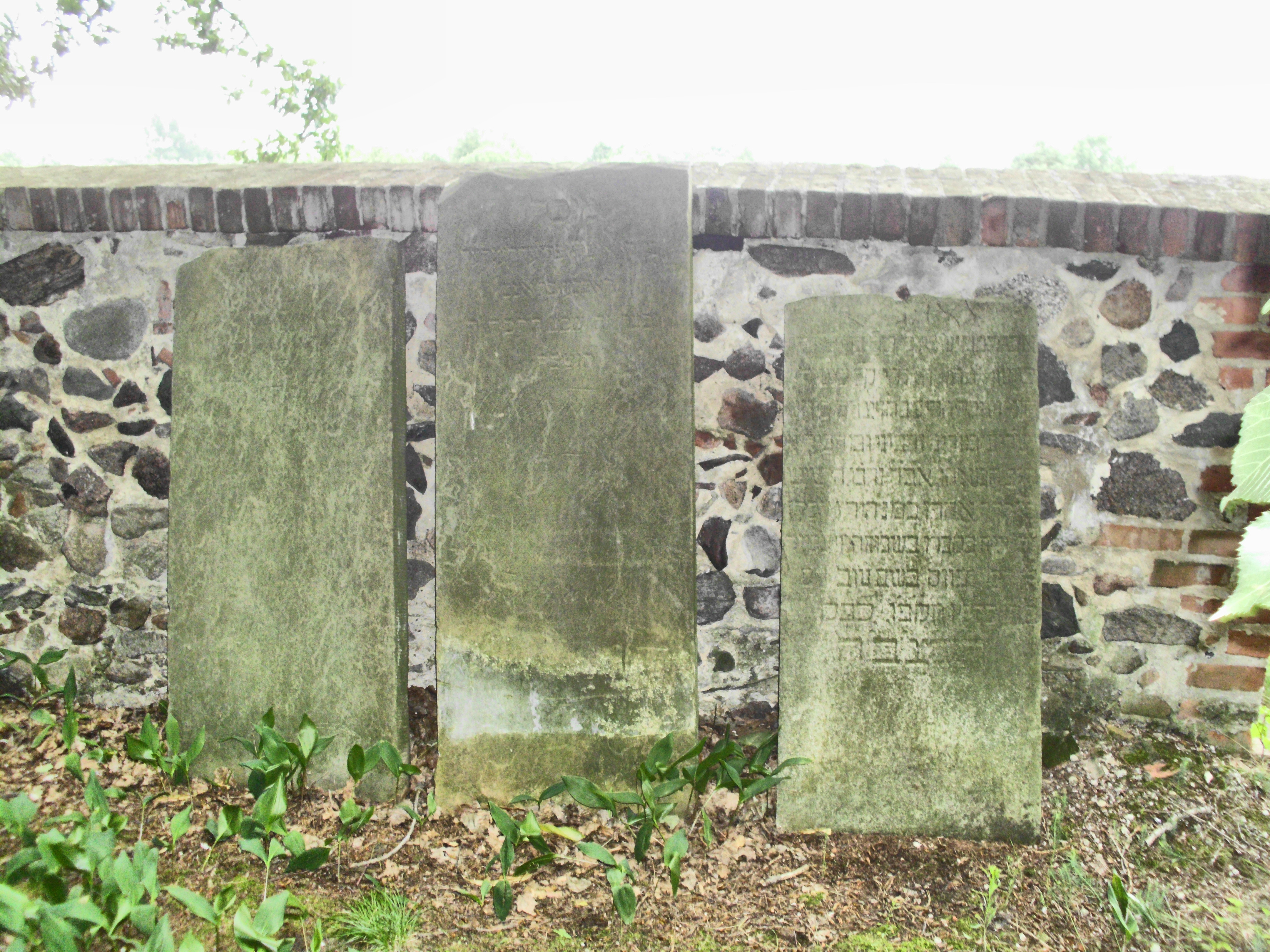
Drei alte hebräische Grabtafeln

1755 hatte das Johanniterordensamt Friedland 2182 Einwohner. Friedland selbst hatte 1774 482 Einwohner. Um 1780 waren rund ein Viertel der Bevölkerung jüdischen Glaubens; Friedland wurde zu dieser Zeit auch „Jüdisch Friedland“ genannt. Die Bewohner jüdischen Glaubens richteten in Friedland eine Synagoge, ein Badehaus und einen Friedhof ein. 1786 zählte die Stadt 15 Schneider, 12 Schumacher, fünf Fleischhauer, fünf Leineweber, fünf Schmiede, drei Bäcker, drei Radmacher, drei Tischler, zwei Böttcher, zwei Müller, zwei Zimmerleute und einen Maurer. 1806 war die Zahl der Handwerker auf 77 angewachsen. 1811 wurde der Besitz des Johanniterordens säkularisiert, das Johanniterordensamt wurde in ein königlich-sächsisches Amt umgewandelt. Nach dem Wiener Kongress 1815 musste Sachsen große Teile seines Staatsgebietes an Preußen abtreten, darunter auch die Niederlausitz. Damit wurde auch Friedland preußisch und Sitz des preußischen Rentamtes Friedland. 1822 zerstörte wiederum ein Stadtbrand große Teile der Stadt. Der erneute Stadtbrand von 1843 richtete wiederum große Schäden an: 28 Wohngehöfte und 75 Scheunen und Ställe brannten nieder. 1875 wurde das Königlich-Preußische Rentamt Friedland aufgelöst. Friedland wurde ein Amtsbezirk im Landkreis Lübben. 1875 wurde das Schloss an die Stadt Friedland verkauft und zur Schule umgebaut. 1876 wurden Dammmühle, Fuchsberg, Lehmannsthal, Schulzensthal und Wuggelmühle in die Stadt eingemeindet. Die Freiwillige Feuerwehr Friedland wurde 1896 gegründet.

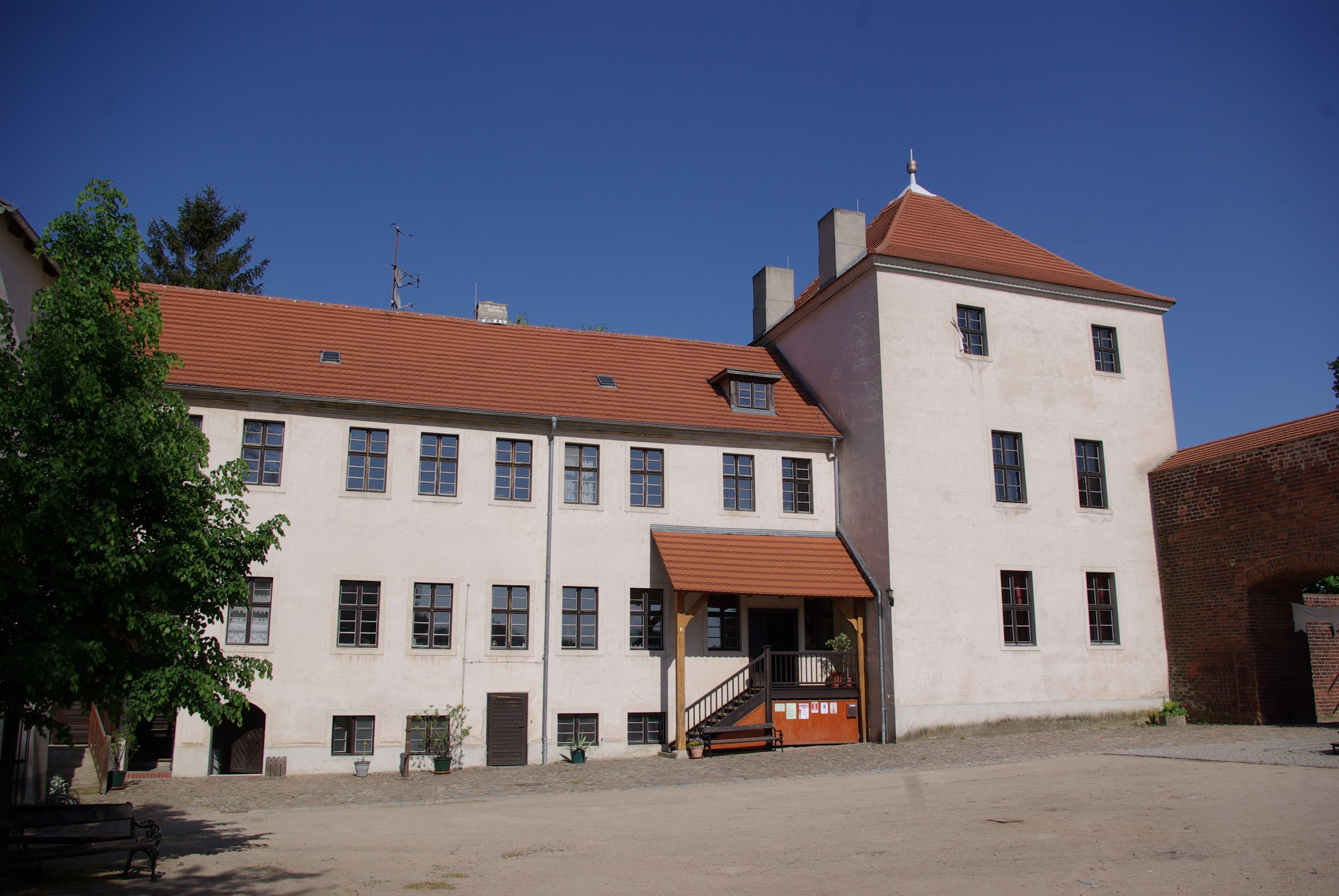
Schlosshof auf der Burg Friedland

1934 wurde eine neue Schule in der Pestalozzistraße gebaut (heute Bibliothek und Vereinsräume). Das Schloss diente von 1934 bis 1942 als Truppführerschule des Reichsarbeitsdienstes. 1942 bis 1945 wurden auf der Burg Friedland auch Dokumente des Reichsaußenministeriums eingelagert. Die Stadt blieb im Zweiten Weltkrieg weitgehend unzerstört und wurde am 26. April 1945 von sowjetischen Truppen besetzt. Bruno Gürke wurde von der sowjetischen Verwaltung als erster Bürgermeister nach dem Krieg eingesetzt. 1948 hatte Friedland 1352 Einwohner (827 Einheimische und 525 Umsiedler). 1949 erfolgte der Bau des Kindergartens mit 36 Plätzen am ehemaligen Schützenhaus. Im Zuge der Kreisreform kam Friedland 1952 zum Kreis Beeskow im DDR-Bezirk Frankfurt (Oder). 1957 wurde zunächst eine Landwirtschaftliche Produktionsgenossenschaft (LPG) vom Typ I gebildet, 1958 folgte eine LPG Typ III. Bereits 1960 war Friedland vollgenossenschaftlich, d. h., es gab keine Einzelbauern mehr. 1968 bildeten die Molkereien in Friedland, Beeskow und Storkow ein Kombinat. Allerdings stellte die Molkerei in Friedland ihren Betrieb bereits 1970 ein. 1971 gelang ein Hortfund von 17 mittelalterlichen Silbermünzen in der Burgmauer, die teilweise eingestürzt war. Sie werden jetzt im Museum der „Viadrina“ in Frankfurt (Oder) aufbewahrt. 1972 schlossen sich die LPG Typ I und die LPG Typ III zur LPG Typ III mit dem Namen LPG „Wiesengrund“ zusammen. 1973 erfolgte die Bildung einer Kooperativen Abteilung Pflanzenproduktion (KAP) aus 10 LPG der näheren Umgebung. 1973/74 wurde die jetzige Schule mit 20 Klassenräumen im Kirschgartenweg und die Turnhalle gebaut. 1977 wurde die LPG Pflanzenproduktion mit ca. 360 Mitgliedern und Arbeitern geschaffen.
 Amt Friedland (1992–2003) 
Nach der Wende wurden zur Verwaltung der vielen kleinen Gemeinden im Land Brandenburg Ämter gebildet. Am 11. September 1992 erteilte der Minister des Innern des Landes Brandenburg seine Zustimmung zur Bildung des Amtes Friedland/Niederlausitz. Später wurde die Schreibweise Amt Friedland (Niederlausitz) üblich. Das Amt hatte seinen Sitz in der Stadt Friedland und bestand aus 16 bis dahin selbstständigen Gemeinden im damaligen Kreis Beeskow: Groß Muckrow, Leißnitz, Weichensdorf, Groß Briesen, Günthersdorf, Niewisch, Pieskow, Kummerow, Zeust, Reudnitz, Schadow, Klein Muckrow, Chossewitz, Lindow, Karras und Friedland.
Am 31. März 2001 wurde aus den Gemeinden Chossewitz, Groß-Briesen, Günthersdorf, Karras, Klein Muckrow, Kummerow, Leißnitz, Lindow, Niewisch, Pieskow, Schadow, Weichensdorf, Zeust sowie der Stadt Friedland die neue Stadt Friedland gebildet. Reudnitz wurde am 31. Dezember 2001 nach Friedland eingemeindet. 2001 wurde erstmals ein hauptamtlicher Bürgermeister gewählt. Groß Muckrow wurde schließlich am 26. Oktober 2003 per Gesetz in die Stadt Friedland eingegliedert. Gleichzeitig wurde das Amt Friedland (Niederlausitz) aufgelöst, die Stadt Friedland wurde amtsfrei.
Eingliederungen
| Ehemalige Gemeinde | Datum             | Anmerkung                       |
| ------------------ | ----------------- | ------------------------------- |
| Chossewitz         | 31. März 2001     |                                 |
| Groß-Briesen       | 31. März 2001     |                                 |
| Groß Muckrow       | 26. Oktober 2003  |                                 |
| Günthersdorf       | 31. März 2001     |                                 |
| Karras             | 31. März 2001     |                                 |
| Klein-Briesen      | 1. Februar 1974   | Eingemeindung nach Groß-Briesen |
| Klein Muckrow      | 31. März 2001     |                                 |
| Kummerow           | 31. März 2001     |                                 |
| Leißnitz           | 31. März 2001     |                                 |
| Lindow             | 31. März 2001     |                                 |
| Niewisch           | 31. März 2001     |                                 |
| Oelsen             | 1. Januar 1974    | Eingemeindung nach Groß-Briesen |
| Pieskow            | 31. März 2001     |                                 |
| Reudnitz           | 31. Dezember 2001 |                                 |
| Schadow            | 31. März 2001     |                                 |
| Weichensdorf       | 31. März 2001     |                                 |
| Zeust              | 31. März 2001     |                                 |

## Bevölkerungsentwicklung
| Jahr | Einwohner |
| ---- | --------- |
| 1875 | 1 088     |
| 1890 | 1 109     |
| 1910 | 1 014     |
| 1925 | 0 912     |
| 1933 | 0 966     |
| 1939 | 0 862     |

| Jahr | Einwohner |
| ---- | --------- |
| 1946 | 1 363     |
| 1950 | 1 268     |
| 1964 | 0 953     |
| 1971 | 0 924     |
| 1981 | 0 809     |
| 1985 | 0 779     |

| Jahr | Einwohner |
| ---- | --------- |
| 1990 | 0 762     |
| 1995 | 0 727     |
| 2000 | 0 690     |
| 2005 | 3 397     |
| 2010 | 3 166     |
| 2015 | 3 017     |

| Jahr | Einwohner |
| ---- | --------- |
| 2020 | 2 934     |
| 2021 | 2 975     |
| 2022 | 2 982     |
| 2023 | 2 970     |
| 2024 | 2 936     |

Gebietsstand des jeweiligen Jahres, Einwohnerzahl: Stand 31. Dezember (ab 1991), ab 2011 auf Basis des Zensus 2011, ab 2022 auf Basis des Zensus 2022
Die Zunahme der Einwohnerzahl 2005 ist auf den Zusammenschluss von Friedland mit mehreren Gemeinden zur neuen Stadt Friedland im Jahr 2001 zurückzuführen.

## Politik

### Stadtverordnetenversammlung
Die Stadtverordnetenversammlung von Friedland besteht entsprechend der Einwohnerzahl der Stadt aus 16 Stadtverordneten und dem hauptamtlichen Bürgermeister. Die Kommunalwahl am 9. Juni 2024 führte bei einer Wahlbeteiligung von 78,0 % zu folgendem Ergebnis:
| Partei / Wählergruppe                          | Sitze 2008 | Sitze 2014 | Sitze 2019 | Sitze 2024 |  | Stimmenanteil 2019 | Stimmenanteil 2024 |
| ---------------------------------------------- | ---------- | ---------- | ---------- | ---------- |  | ------------------ | ------------------ |
| WIR in Friedland                               | –          | –          | 3          | 5          |  | 21,6 %             | 33,3 %             |
| Friedländer Bürgerbündnis                      | –          | –          | –          | 3          |  | –                  | 15,2 %             |
| Wählergruppe Feuerwehr                         | –          | 3          | –          | 1          |  | –                  | 08,3 %             |
| Wählergruppe Tu was!                           | –          | –          | –          | 1          |  | –                  | 07,8 %             |
| Einzelbewerber Axel Becker                     | –          | 1          | 1          | 1          |  | 03,5 %             | 07,5 %             |
| Einzelbewerber Thomas Mittmann                 | –          | –          | –          | 1          |  | –                  | 07,0 %             |
| Einzelbewerber Ingo Schulze                    | –          | –          | 1          | 1          |  | 08,2 %             | 05,5 %             |
| CDU                                            | 2          | 3          | 3          | 1          |  | 19,7 %             | 05,4 %             |
| Die Linke                                      | 4          | 4          | 3          | 1          |  | 19,4 %             | 04,7 %             |
| Einzelbewerber Norbert Miersch                 | –          | –          | –          | 1          |  | –                  | 03,1 %             |
| Einzelbewerber Max Voß                         | –          | –          | –          | –          |  | –                  | 02,3 %             |
| Einzelbewerber Maik Koschack                   | –          | 1          | –          | –          |  | 11,1 %             | –                  |
| Burgförderverein                               | –          | –          | 1          | –          |  | 03,5 %             | –                  |
| Einzelbewerber Lothar Janke                    | –          | –          | 1          | –          |  | 03,4 %             | –                  |
| SPD                                            | –          | 1          | 1          | –          |  | 02,9 %             | –                  |
| Einzelbewerber Dietmar Staar                   | –          | –          | –          | –          |  | 02,7 %             | –                  |
| Einzelbewerberin Gabriele Geppert              | –          | 1          | –          | –          |  | 02,1 %             | –                  |
| Einzelbewerber Wolfgang Schulze                | –          | –          | –          | –          |  | 01,9 %             | –                  |
| SSV Rot-Weiß Friedland                         | 2          | 1          | –          | –          |  | –                  | –                  |
| Tourismusverein Friedland und Umgebung         | 1          | 1          | –          | –          |  | –                  | –                  |
| Freie Wählergemeinschaft Groß Briesen          | 1          | –          | –          | –          |  | –                  | –                  |
| Freiwillige Feuerwehr Löschgruppe Friedland    | 1          | –          | –          | –          |  | –                  | –                  |
| Freiwillige Feuerwehr Löschgruppe Weichensdorf | 1          | –          | –          | –          |  | –                  | –                  |
| Freiwillige Feuerwehr Löschgruppe Groß Muckrow | 1          | –          | –          | –          |  | –                  | –                  |
| Freiwillige Feuerwehr Löschgruppe Günthersdorf | 1          | –          | –          | –          |  | –                  | –                  |
| Einzelbewerber Klaus Richter                   | 1          | –          | –          | –          |  | –                  | –                  |
| Friedländer Faschingsverein                    | 1          | –          | –          | –          |  | –                  | –                  |
| Insgesamt                                      | 16         | 16         | 14         | 16         |  | 100 %              | 100 %              |

Bei der Wahl 2019 entsprach der Stimmenanteil des Einzelbewerbers Koschack zwei Sitzen, daher blieb zunächst ein Sitz unbesetzt. Da Koschack 2020 zum Bürgermeister gewählt wurde, blieben danach beide Sitze unbesetzt.

### Bürgermeister
- 1960–1990: Johannes Schultze
- 1990–1992: Manfred Krüger
- 1992–1993: Richard Lehmann
- 1993–2003: Wolfgang Würke (parteilos)[19]
- 2003–2020: Thomas Hähle (parteilos)[20]
- 2020–2025: Maik Koschack (parteilos)

Koschack wurde in der Bürgermeisterstichwahl am 29. November 2020 mit 58,3 % der gültigen Stimmen gewählt. Seine Amtszeit hätte regulär acht Jahre betragen. Am 18. Mai 2025 wurde er in einem Bürgerentscheid abgewählt.

### Städtepartnerschaften
Seit 1996 bestehen Partnerschaften mit anderen Städten und Gemeinden, die den Namen Friedland tragen: Friedland (Mecklenburg), Friedland (Niedersachsen), Prawdinsk (Friedland in Ostpreußen), Mieroszów (Friedland N.S.), Frýdlant nad Ostravicí (Friedland an der Ostrawitza), Frýdlant v Čechách (Friedland in Böhmen), Mirosławiec (Märkisch Friedland) sowie Debrzno (Preußisch Friedland). Eine weitere Partnerschaft schloss die Stadt im Jahr 2005 mit der polnischen Kreisstadt Sulęcin (Zielenzig).

### Wappen
Das Wappen wurde am 25. Juni 2004 genehmigt.
Blasonierung: „In Rot drei übereinanderliegende silberne Sensenklingen mit den Schneiden nach unten.“
Dieses Wappen ist auf das Familienwappen derer von Strele (Strehla) zurückzuführen. Die Streles waren Besitzer der Burg Storkow, der Burg Beeskow und auch der Burg Friedland, nachweislich Timo von Strele 1307. Das Familienwappen findet sich ebenfalls im Wappen der Stadt Beeskow und des Landkreises Oder-Spree wieder. Es wurde in seiner jetzigen Form am 25. März 2004 nach dem Zusammenschluss der Gemeinden zur Stadt Friedland für alle 16 Ortsteile beschlossen.

## Sehenswürdigkeiten und Kultur

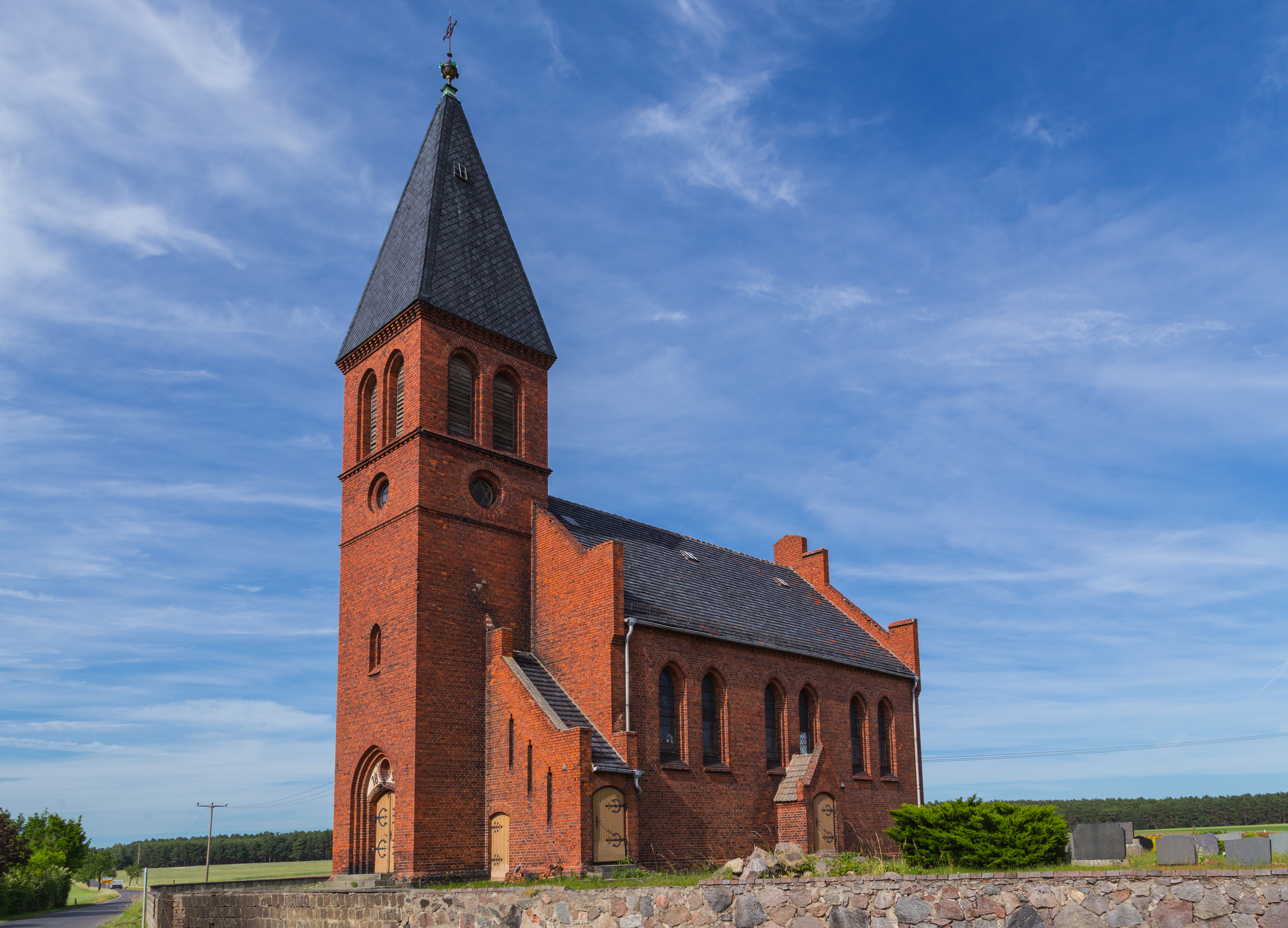
Kirche in Groß Briesen

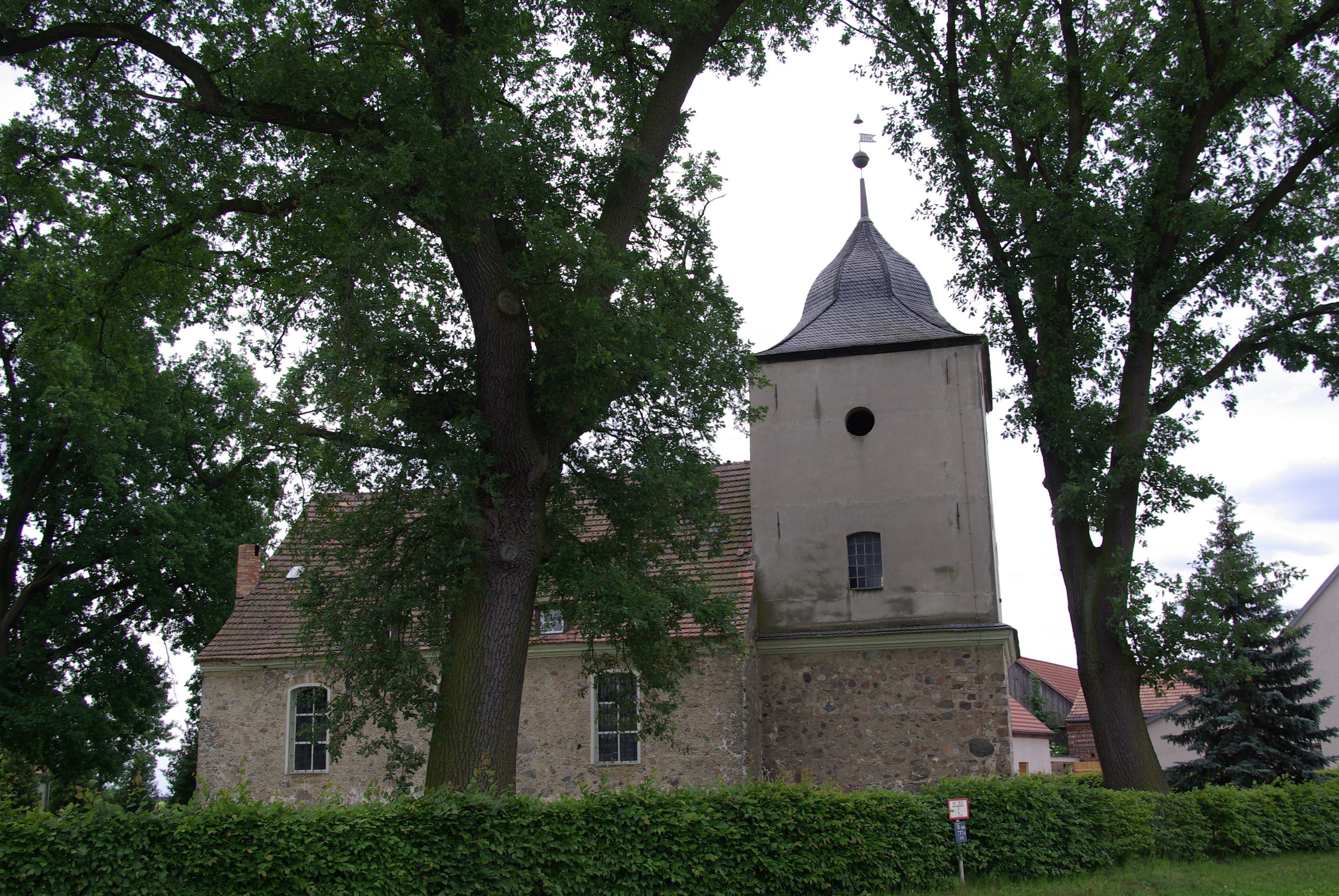
Kirche in Niewisch

Siehe: Liste der Baudenkmale in Friedland (Niederlausitz) und Liste der Bodendenkmale in Friedland (Niederlausitz)
- Burg Friedland, entstand im 13. Jahrhundert als Wasserburg mit annähernd quadratischem Grundriss und doppeltem Mauerring. 1336 erstmals in den Urkunden erwähnt, kam sie 1518 wie die Stadt Friedland und Herrschaft Friedland zunächst in den Pfandbesitz des Johanniterordens, an den sie 1533 endgültig verkauft wurde. 1623 wurde sie nach einem Brand als Schloss erneuert und später noch mehrmals umgebaut.[26] Die Burg gehört zur Reihe der Strele-Burgen und ist seit 2008 alljährlicher Austragungsort des kleinen Indie-Rock-Festivals Jenseits von Millionen.[27] Außerdem findet hier der musikalische Bandwettbewerb Rock Oder Spree des Landkreises Oder-Spree und der Stadt Frankfurt (Oder) statt.[28]
- Kirche mit Westturm, stammt aus dem 18. Jahrhundert, wurde 1809 und 1823 neugotisierend verändert
- Jüdischer Friedhof
- Einzige Handseilzugfähre Brandenburgs zwischen Ranzig und Leißnitz
- Dorfkirche Chossewitz, um 1730 erbaut und 1780 um einen westlichen Vorbau ergänzt. Im Innern steht unter anderem ein Kanzelaltar aus dem Ende des 18. Jahrhunderts.

 Wiederkehrende Veranstaltungen 
- Januar bis April sowie September bis Dezember: Familienkino im Rittersaal der Burg
- Frühlingsmarkt: Anfang Mai
- Seifenkistenrennen: Ende Mai/Anfang Juni
- Radsternfahrt zur Burg: anlässlich der Sommersonnenwende
- Rock Oder-Spree: Juli
- Jenseits von Millionen: Anfang August
- Herbstmarkt: 2. Oktober
- Weihnachtsmarkt: 3. Advent

## Wirtschaft und Infrastruktur

### Verkehr
Friedland liegt an der Bundesstraße 168 zwischen Beeskow und Lieberose sowie an der Landesstraße L 43 nach Eisenhüttenstadt.
Der Haltepunkt Groß Briesen lag an dem Streckenabschnitt der Bahnstrecke Cottbus–Frankfurt (Oder), auf dem der Personenverkehr 1996 eingestellt wurde.

### Bildung
- Kita Friedland „Villa Kunterbunt“, Kita Groß Muckow „Pusteblume“, Kita Pieskow „Biene Maja“, Hort „Regenbogen“
- Grundschule Friedland

## Persönlichkeiten
- Crispin Klugmichel (1584–1638), Philosoph, in Friedland geboren
- Klaus-Dieter Helbig (* 1952), Fußballspieler, in Friedland geboren
- Andreas Gliese (* 1968), Politiker (CDU), Mitglied der Stadtverordnetenversammlung Friedland